# Severojižní magistrála

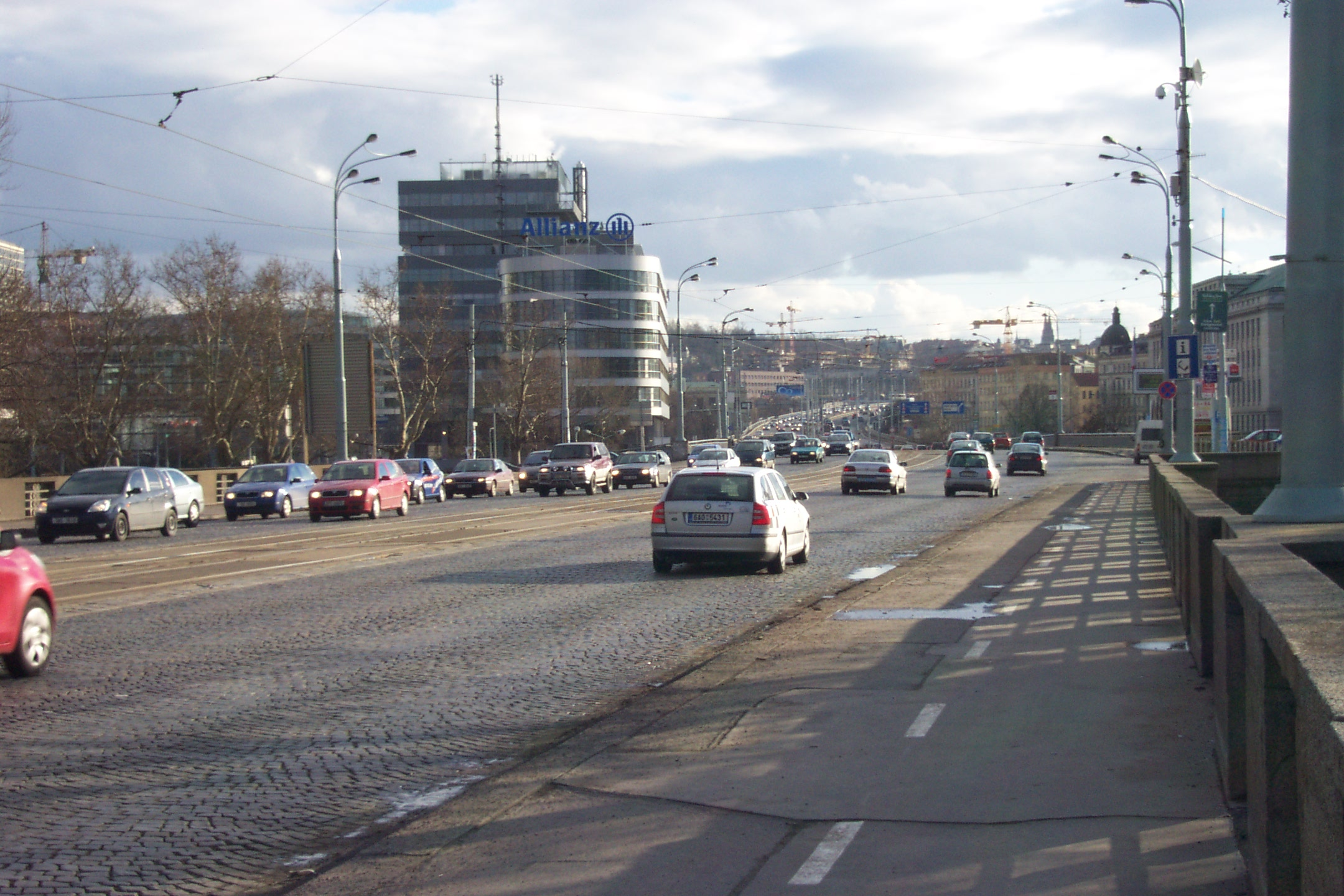
SJM; pohled z Hlávkova mostu na Florenc a dále

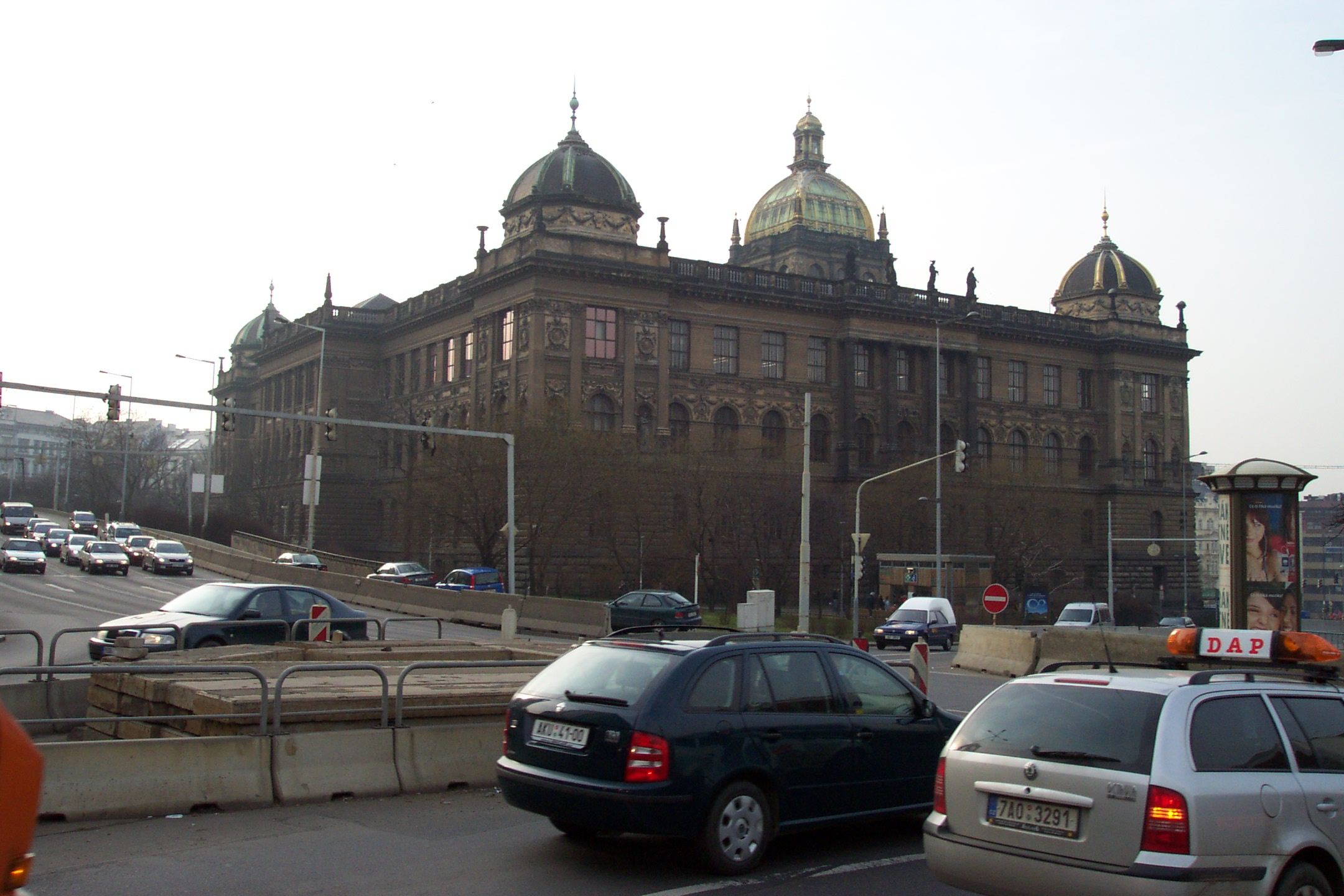
Pohled na magistrálu za muzeem; SJM zde prochází zleva zezadu doprava

Severojižní magistrála (SJM) je silniční komunikace v Praze, procházející středem města a zásadním způsobem ovlivňující dopravní situaci v pražském centru. Je jednou z nejvytíženějších komunikací v Praze – denní intenzita provozu na ní dosahuje až 100 000 vozidel.
V dobové literatuře bývá tato komunikace označována „II. severojižní magistrála“. Označení udávalo předpokládanou polohu v půdorysu města, protože v 60. letech prosazovaný roštový systém počítal se třemi souběžnými komunikacemi v severojižním směru („magistrály“) a se dvěma ve směru východozápadním („tangenty“). Tento původní koncept byl následně transformován do nového plánu ZÁKOS.

## Poloha
Ač má pro dopravu zcela zásadní význam, Severojižní magistrála dnes není součástí oficiální sítě hlavních pražských komunikací. Neexistuje ani její přesné vymezení. Obvykle se zahrnují do SJM komunikace propojující Proseckou radiálu na severu a Chodovskou radiálu na jihu.
Počítáme-li k SJM i tyto radiály samotné, pak lze říci, že SJM plynule vychází z dálnice D8 u Zdib, vede okolo Ďáblic, přes Prosek, dále ulicí V Holešovičkách na most Barikádníků, z něj do Argentinské ulice a kousek po Bubenském nábřeží. Z Holešovic vede přes Hlávkův most, přes Florenc a kolem Hlavního nádraží ulicí Wilsonova, před Národním muzeem přes Václavské náměstí a dále ulicemi Mezibranská a Sokolská přes náměstí I. P. Pavlova (druhý směr vede za Muzeem a dále ulicí Legerova), potom přes Nuselský most, Nusle a Pankrác ulicí 5. května. Plynule se napojuje na dálnici D1 vedoucí do Brna. Magistrála do jisté míry kopíruje trasu linky metra C.

## Historie

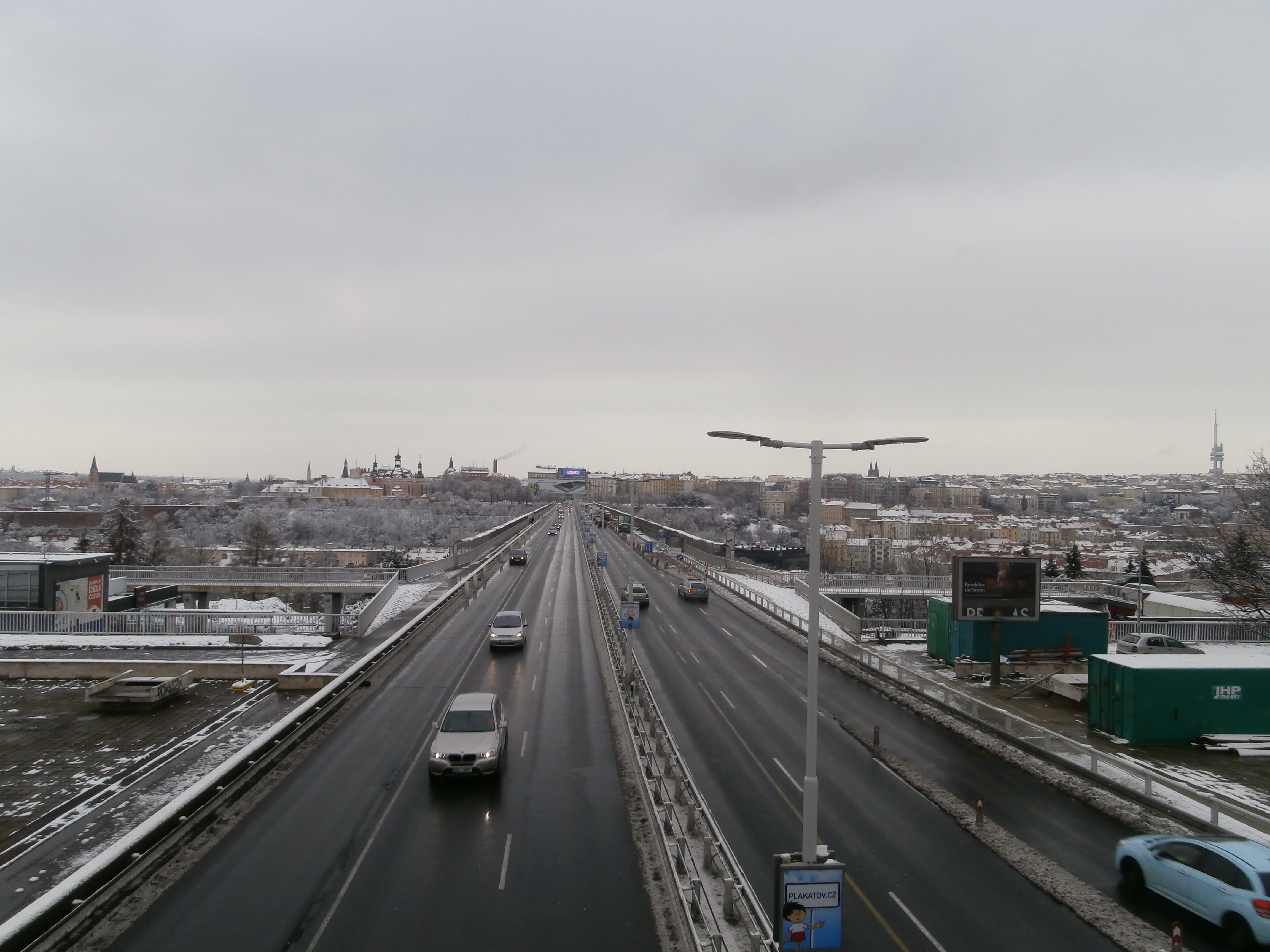
Severojižní magistrála na Nuselském mostě v zimě, 2016

Některé součásti SJM, které existují dnes, byly plánovány již v dřívějších dobách; např. přemostění Masarykova nádraží nebo Nuselský most. SJM byla uváděna do provozu po etapách (1973 úsek Nuselský most – Rumunská ulice; 1978 úsek Rumunská ulice – Hlávkův most; 1980 nový most Barikádníků). V úzké návaznosti byla řešena také přestavba Hlavního nádraží. Kvůli SJM musela být řada komunikací přeložena nebo úplně zrušena. Jediný dnes plynule nenavazující úsek v Holešovicích měl být řešen zrušením nádraží Praha-Bubny a přímým propojením vyústění z Hlávkova mostu s Argentinskou ulicí poblíž mostu Barikádníků. Kvůli výstavbě SJM byla mj. zbourána dětská nemocnice na Karlově, Těšnovské nádraží a „Moderna“ na Pankráci (na rohu Hvězdovy ulice).[zdroj?]
Praha 2 nyní[kdy?] požaduje zklidnění magistrály, kterému by mohl pomoci např. semafor v Praze 4. Občanský spolek AutoMat upozorňuje, že většina aut jezdící po magistrále není tranzitní doprava, ale cesty, které mají start nebo cíl v Praze.

### Humanizace
V okolí stanice metra Vltavská, na magistrále na Hlávkově mostě a okolních komunikacích vzniklo v roce 2018 několik nových přechodů a přejezdů pro cyklisty, bezbariérové spojení mezi Bubenskou a Hlávkovým mostem, cyklopruhy a nová parkovací stání.
Od září 2019 byly z magistrály odstraněny úseky s dovolenou rychlostí 70 km/h, plošně je tak na ní maximální dovolená rychlost 50 km/h. Toto opatření má zajistit plynulejší provoz, snížení hlukové zátěže a zvýšení kapacity. Rychlost 80 km/h zůstala dovolená na úseku ulice 5. května od Pankráce až k Chodovské radiále, který někdy ale už nebývá označován za součást magistrály.
V listopadu 2019 bylo dokončeno rozšíření chodníčku podél úseku magistrály mezi Vinohradskou a Hlavním nádražím. Ten navazuje na rozsáhlou rekonstrukci okolí Národního muzea a Čelakovského sadů. V tomto úseku byla připravena i kusá tramvajová kolej, která bude sloužit při propojení tramvajové trati ve Vinohradské ulici s Václavským náměstím. Ulice Legerova a Wilsonova tak má znovu křížit tramvaj, která tudy jezdila naposledy v prosinci 1980, kdy byl provoz ukončen.

## Úvahy do budoucna

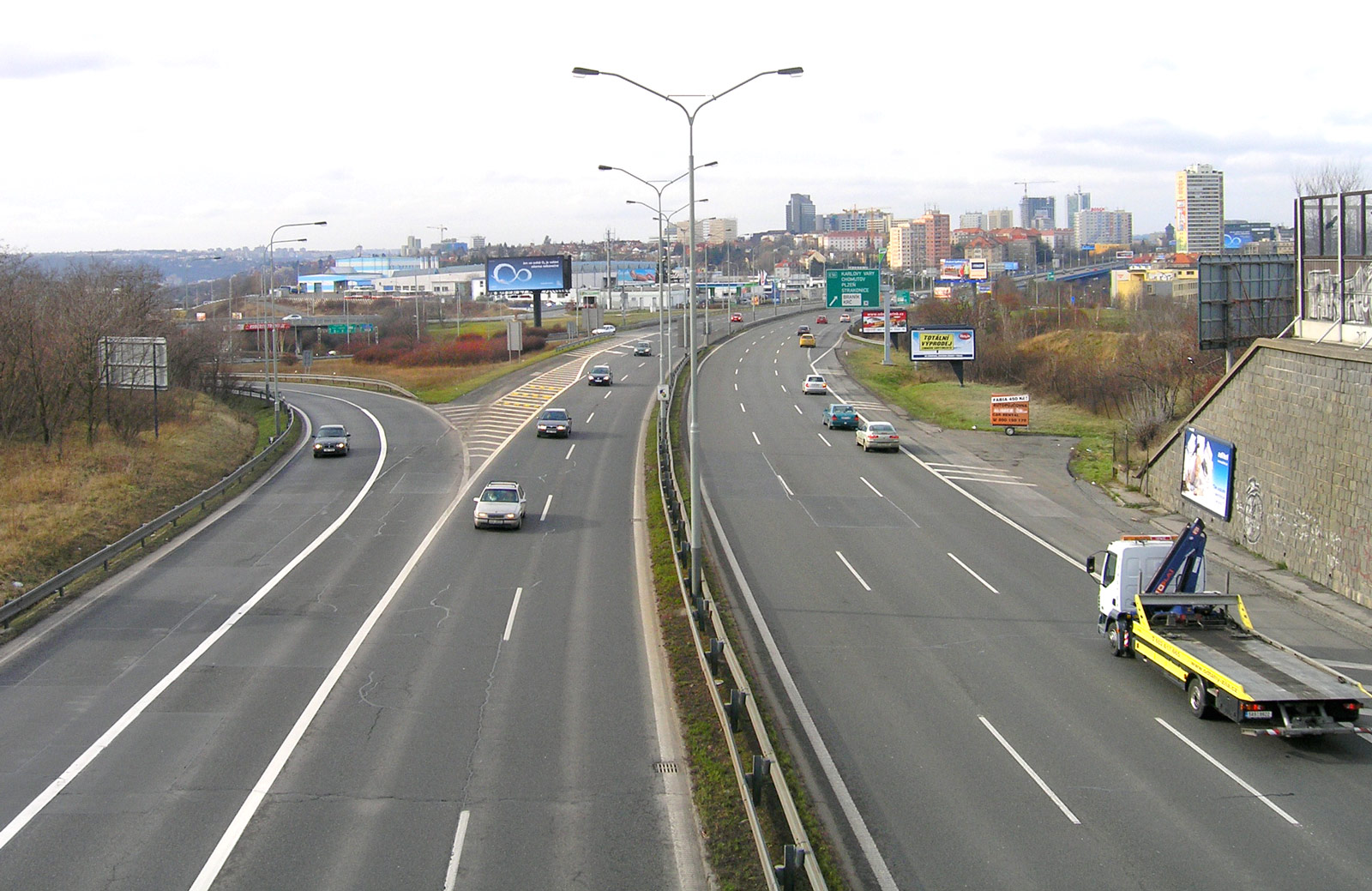
Severojižní magistrála mezi Spořilovem a Roztyly na Praze 11; vlevo přípojka z Jižní spojky

Počítá se s tím, že až bude dobudován celý Městský okruh, význam magistrály klesne na úroveň pouhé místní obslužnosti, případně bude také zúžena. Tato varianta je ovšem nepravděpodobná, jelikož po dokončení tunelového komplexu Blanka nebylo uzavřeno Smetanovo nábřeží. Uvažuje se především o tom, že by se v centru města směr na Brno převedl z Mezibranské ulice do Legerovy, čímž by se opět Národní muzeum funkčně propojilo s Václavským náměstím. Úvahy o tunelech u Národního muzea již zřejmě nejsou aktuální.

### Studie z roku 2016
Již delší dobu se mluví o tzv. humanizaci magistrály. Některé návrhy se objevily například na výstavě Městské zásahy v roce 2010. V roce 2016 oslovila Praha studio dánského urbanisty Jana Gehla a ten pro úsek mezi Nuselským a Hlávkovým mostem ve spolupráci s Institutem plánování a rozvoje hl. m. Prahy navrhl koncepční studii. Tu rada města v srpnu 2017 schválila. Radní pro územní rozvoj Petra Kolínská to odůvodnila: „Magistrála je dnes především bariérou, která od sebe odděluje jednotlivé části města. Lidé, kteří nejedou autem, se jí snaží vyhnout. To chceme změnit." Klíčovými principy studie jsou kultivace prostředí, prostranství přívětivé pro lidi a efektivní mobilita. Změny naplánované do harmonogramu na desítky let by se podle studie měly zavádět velmi pozvolna, přičemž začít by se mělo na zkoušku s takovými, které neovlivní průjezdnost magistrály.
Po odkladech byl návrh humanizace předložen vedení města v říjnu 2018. Radní dokument, který se zabýval úsekem magistrály mezi Nuselským mostem až Hlávkovým mostem, následně schválili. Prvními kroky měly být nové přechody pro chodce a mobiliář v oblasti Národního muzea a náměstí I. P. Pavlova. Následně se proti plánu v koalici obrátili členové ANO 2011, s tím, že není prověřený dopad navržených opatření na plynulost dopravy, což znamená riziko, že úpravy dopravu za stávající intenzity spíše zhorší. Zastupitelé na konci roku 2018 těsnou většinou rozhodli o odložení humanizace.
Radní pro dopravu Adam Scheinherr, z koalice která se utvořila po volbách na podzim 2018, prohlásil, že se v humanizaci bude pokračovat, ale jen v menší míře. Chce pokračovat jen v menších úpravách jako doplnění několika přechodů, či posléze realizované rozšíření chodníku od hlavního nádraží k Vinohradské ulici. Od září 2019 došlo ke snížení dovolené rychlosti na 50 km/h po většině magistrály.